# Leggere Lolita a Teheran (film)
Leggere Lolita a Teheran (Reading Lolita in Tehran) è un film del 2024 diretto da Eran Riklis e tratto dall'omonimo romanzo autobiografico di Azar Nafisi.

## Trama
Nei due decenni successivi alla rivoluzione di Khomeini, mentre le strade e i campus di Teheran erano teatro di violenze, la docente universitaria Azar Nafisi ha dovuto cimentarsi in un’impresa fra le più ardue: spiegare la letteratura dell’Occidente a ragazzi e ragazze esposti in maniera sempre crescente all’indottrinamento islamico. Quando le condizioni politiche e sociali non glielo consentono più, Nafisi lascia l'insegnamento all’Università di Teheran e riunisce segretamente a casa sua sei delle sue studentesse più impegnate per leggere dei classici occidentali.
Mentre i fondamentalisti prendono il controllo, queste giovani donne tolgono il velo, parlano delle loro speranze più intime, dei loro amori e delle loro delusioni, della loro femminilità e della loro ricerca di un posto in una società sempre più oppressiva. Leggendo i classici occidentali, celebrano il potere liberatorio della letteratura nell'Iran rivoluzionario e formano il loro futuro. 

## Distribuzione
Il film è stato presentato in concorso e in anteprima mondiale nell'ottobre 2024, durante la 19ª edizione della Festa del Cinema di Roma nella sezione "Progressive Cinema - Visioni per il mondo di domani".
Il film è stato distribuito nelle sale cinematografiche d'Italia da parte di Minerva Pictures, dal 21 novembre 2024.

## Accoglienza
Nel suo primo weekend di distribuzione nei cinema italiani, il film ha incassato oltre 36mila euro ai botteghini.

## Riconoscimenti
- 2024 – Festa del Cinema di Roma[5]
  - Premio speciale della Giuria al cast femminile
  - Premio del pubblico FS[6]
- 2024 – Tallinn Black Nights Film Festival
  - In concorso per il miglior film[7]